# Eloy Cumbe
Eloy Cumbe Trujillo es un docente y pintor guayaquileño (8 de septiembre de 1954), Graduado en 1977 del Colegio Bellas Artes de Guayaquil, se especializa en la técnica de la acuarela.

## Biografía
Conocido artísticamente como Cumbet, su inclinación al arte viene de su bisabuelo paterno, quien fue un tallador azuayo de imágenes religiosas. Desde temprana edad, al pasar cotidianamente frente al colegio de bellas artes, anheló estudiar una carrera en artes plásticas, en 1969 sus padres decidieron matricularlo. Se especializa en acuarela aunque también maneja mucho el óleo y el acrílico.

## Reconocimientos
En 1999 recibió el premio Pincel de Oro de la Asociación Cultural Las Peñas